# Sara Muza Simón
Sara Esther Muza Simón (Chetumal, Quintana Roo, 2 de marzo de 1947-7 de julio de 2021, Mérida, Yucatán) fue una política mexicana, miembro del Partido Revolucionario Institucional, ha sido en dos ocasiones diputada federal.

## Biografía
Es maestra normalista, proviene de una familia que ha ocupado varios cargos en la política de Quintana Roo, destacando sus hermanas María Josefina Muza Simón y Latifa Muza Simón. Inició sus actividades políticas como dirigente estudiantil. Ha ocupado numerosos cargos políticos, entre los que destacan Oficial Mayor y secretaria general del comité estatal del PRI, secretaria general de Gobierno de Quintana Roo en el sexenio de Mario Villanueva Madrid, diputada al Congreso de Quintana Roo, dos veces diputada federal: a la LII Legislatura de 1982 a 1985 y a la LVI Legislatura de 1994 a 1997, ambas en representación del I Distrito Electoral Federal de Quintana Roo.
En 1999 compitió por la candidatura del PRI al Gobierno de Quintana Roo frente a Joaquín Hendricks Díaz y Addy Joaquín Coldwell, no logrando la candidatura, actualmente[¿cuándo?] se desempeña como representante del gobierno de Quintana Roo en la Ciudad de México por nombramiento del gobernador Félix González Canto y es suplente del diputado federal Carlos Rojas Gutiérrez.